# Cronologia da temporada de furacões no Atlântico de 2022
A temporada de furacões no Atlântico de 2022 viu um número médio de tempestades e furacões nomeados e um número abaixo da média de grandes furacões (categoria 3 ou superior na escala de velocidade do vento Saffir-Simpson de 5 níveis). Houve quatorze tempestades nomeadas durante a temporada; oito deles se tornaram furacões e dois deles atingiram grande intensidade de furacão. A temporada começou oficialmente em 1 de junho, e terminou em 30 de novembro. Essas datas, adotadas por convenção, descrevem historicamente o período de cada ano em que ocorre a maior parte da ciclogênese subtropical ou tropical no Oceano Atlântico. Nenhum desenvolvimento subtropical ou tropical ocorreu no Atlântico antes do início da temporada, tornando-o o primeiro desde 2014 a não ter uma tempestade nomeada na pré-temporada. A primeira tempestade da temporada, a tempestade tropical Alex, formou-se em 5 de junho, e o último, o furacão Nicole, se dissipou em 11 de novembro.
Esta linha do tempo documenta formações de ciclones tropicais, fortalecimento, enfraquecimento, aterrissagens, transições extratropicais e dissipações durante a temporada. Inclui informações que não foram divulgadas ao longo da temporada, o que significa que foram incluídos dados de análises pós-tempestade do National Hurricane Center, como uma tempestade que não foi inicialmente avisada.
Por convenção, os meteorologistas usam um fuso horário ao emitir previsões e fazer observações: Tempo Universal Coordenado (UTC) e também usam o relógio de 24 horas (onde 00:00 = meia-noite UTC). O National Hurricane Center usa UTC e o fuso horário onde o centro do ciclone tropical está localizado atualmente. Os fusos horários utilizados (leste a oeste) são: Greenwich, Cabo Verde, Atlântico, Leste e Central. Nesta linha do tempo, todas as informações são listadas primeiro pelo UTC, com o respectivo fuso horário regional incluído entre parênteses. Além disso, os valores para ventos máximos sustentados e estimativas de posição são arredondados para os 5 mais próximos. unidades ( nós, milhas ou quilômetros ), seguindo a prática do National Hurricane Center. As observações de vento direto são arredondadas para o número inteiro mais próximo. As pressões atmosféricas são listadas em milibares e centésimos de polegada de mercúrio mais próximos.

## Linha do tempo

### Junho
1 de Junho
- A temporada de furacões de 2022 no Atlântico começa oficialmente.[3]

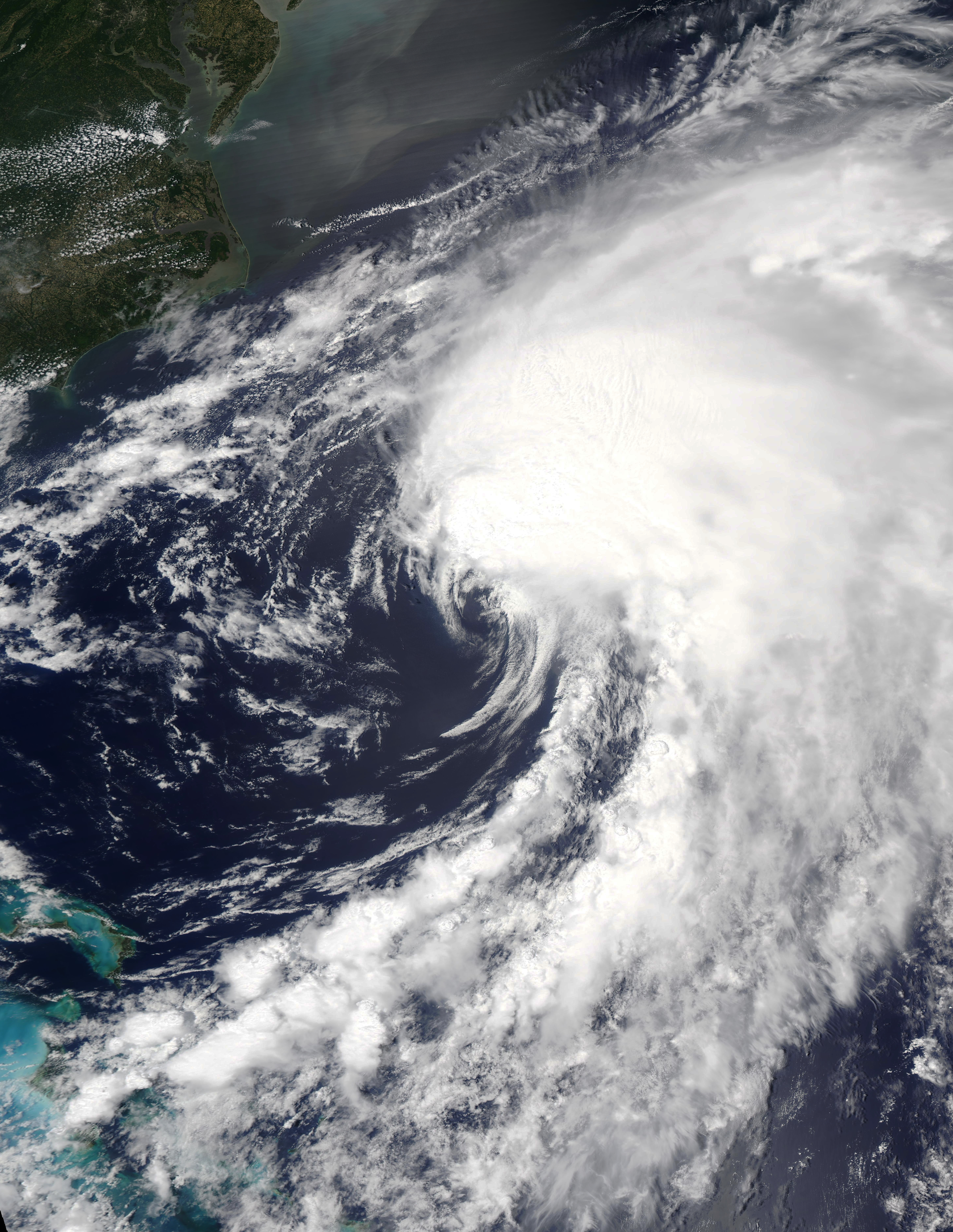
Tempestade tropical Alex no pico de intensidade a oeste das Bermudas em 5 de junho

5 de junho
- 00:00 UTC (8:00 EDT, junho 4) em  – A tempestade tropical Alex se forma a partir de um sistema de baixa pressão por volta de 140 km ao norte da Ilha Grand Bahama.[7]
- 18:00 UTC (14:00 EDT) em 31° 00′ N, 72° 30′ O – A tempestade tropical Alex atinge seu pico de ventos sustentados de 110 km/h (70 mph) cerca de 555 km ao sul-sudeste de Cape Hatteras, Carolina do Norte.[7]

6 de junho
- 00:00 UTC (20:00 AST, 5 de junho) em 32° 06′ N, 70° 12′ O – A tempestade tropical Alex atinge uma pressão central mínima de 984 mbar (29.06 inHg) cerca de 520 km a oeste das Bermudas.[7]
- 12:00 UTC (8:00 AST) em 33° 48′ N, 65° 12′ O – A tempestade tropical Alex transita para um ciclone pós-tropical por volta de 165 km ao norte-noroeste das Bermudas, sendo posteriormente absorvido por uma zona baroclínica.[7]

### Julho
1 de julho
- 13:15 UTC (9:15 EDT) em  – A tempestade tropical Bonnie se forma a partir de uma área de baixa pressão por volta de 370 km leste-sudeste de Bluefields, Nicarágua. [nb 3][8]
- 18:00 UTC (2:00 EDT) em 31° 48′ N, 80° 30′ O – Uma depressão tropical se forma a partir de um sistema de baixa pressão a cerca de 55 km leste-sudeste de Savannah, Geórgia.[9]
- 23:30 UTC (7:30 EDT) em 32° 24′ N, 80° 30′ O – A depressão tropical se fortalece na tempestade tropical Colin ao atingir a costa perto de Hunting Island, Carolina do Sul, ao mesmo tempo em que atinge o pico de intensidade com ventos máximos sustentados de 64 km/h (40 mph) e uma pressão central mínima de 1011 mbar (29,85 inHg).[9]

2 de julho
- 03:00 UTC (11:00 EDT, 1º de julho) em 10° 54′ N, 83° 48′ O – A tempestade tropical Bonnie atinge a costa perto da fronteira Costa Rica-Nicarágua com ventos de 80 km/h (50 mph), [nb 4] cerca de 120 km ao sul de Bluefields, Nicarágua.[10]
- 12:00 UTC (7:00 CDT) em 11° 12′ N, 85° 48′ O – A tempestade tropical Bonnie se aproxima da costa do Pacífico da Nicarágua, cerca de 105 km a sudeste de Manágua, Nicarágua,[11] e então sai da bacia do Atlântico algumas horas depois.[12]
- 18:00 UTC (2:00 EDT) em 33° 48′ N, 78° 54′ O – A tempestade tropical Colin enfraquece para uma depressão tropical no interior e depois se dissipa no nordeste da Carolina do Sul.[9]

### Agosto
Nenhum ciclone tropical se formou na bacia durante o mês de agosto. [nb 5]

### Setembro
dia 1 de Setembro
- 06:00 UTC (2:00 AST) em 38° 06′ N, 45° 12′ O – Depressão tropical Cinco formas de uma área de baixa pressão cerca de 1 150 km ao sudeste de Cape Race, Terra Nova.[13]
- 12:00 UTC (12:00 GMT ) em 38° 06′ N, 44° 48′ O – A depressão tropical Cinco se fortalece na tempestade tropical Danielle a oeste dos Açores.[13]

2 de setembro
- 12:00 UTC (12:00 GMT) em 37° 48′ N, 43° 36′ O – Tempestade tropical Danielle se fortalece em uma categoria 1 furacão por volta de 1 095 km a oeste da Ilha das Flores nos Açores.[13]

3 de setembro
- 03:00 UTC (23:00 AST, 2 de setembro) em 18° 24′ N, 60° 18′ O – A tempestade tropical Earl se forma a partir de um sistema de baixa pressão a cerca de 185 mi (295 km) a leste das ilhas do norte de Leeward.[14]
- 06:00 UTC (6:00 GMT) em 38° 00′ N, 43° 48′ O – O furacão Danielle enfraquece para uma tempestade tropical a oeste da Ilha das Flores.[13]

4 de setembro

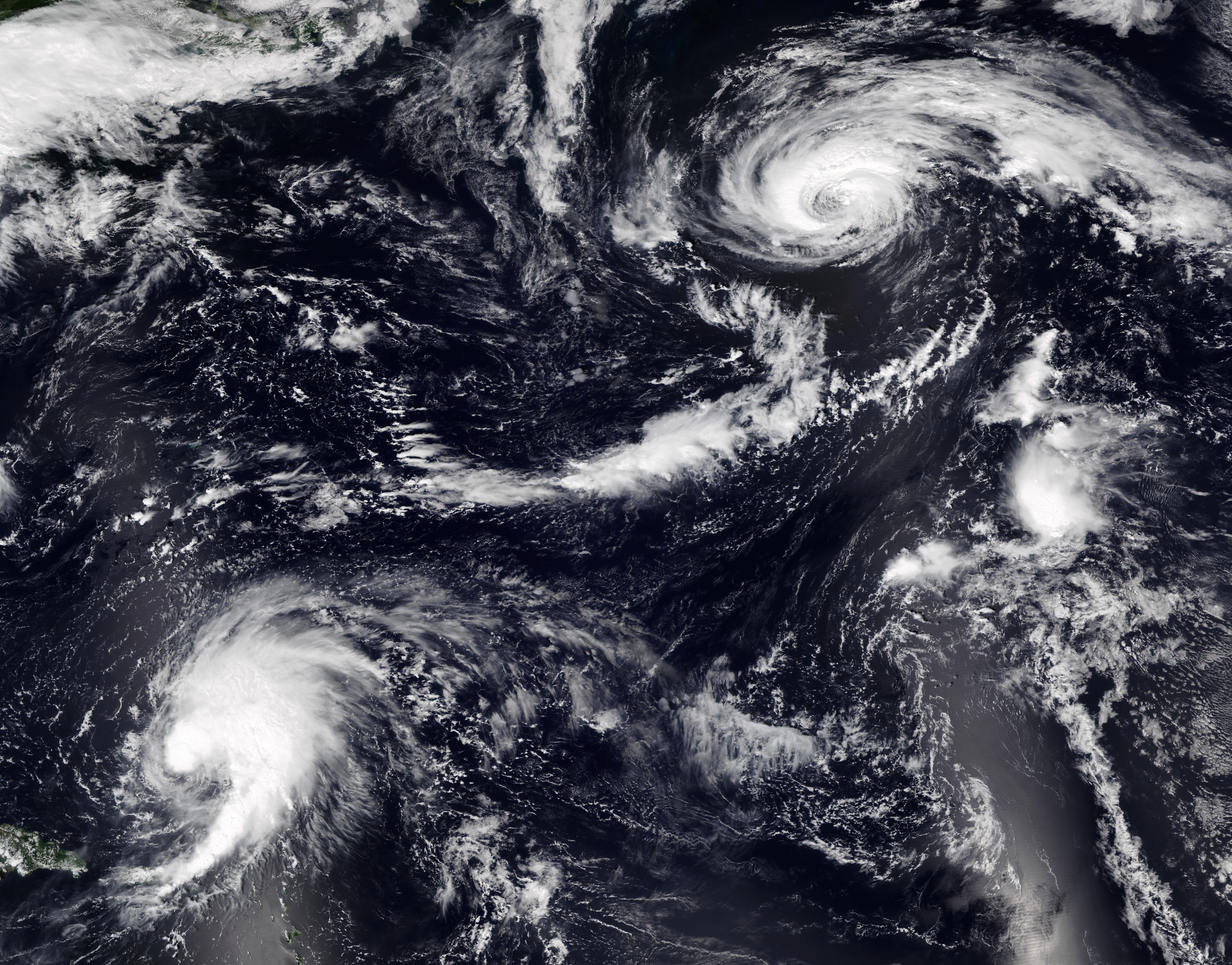
A tempestade tropical Earl (canto inferior esquerdo) e o furacão Danielle (canto superior direito) em setembro 5

- 00:00 UTC (20:00 AST, 3 de setembro) em 37° 54′ N, 45° 00′ O – Tempestade tropical Danielle se fortalece novamente em uma categoria 1 furacão a oeste da Ilha das Flores.[13]
- 18:00 UTC (18:00 AST) em 38° 24′ N, 45° 12′ O – Tempestade tropical Danielle atinge ventos máximos sustentados de 137 km/h (85 mph) cerca de 1 220 km a oeste da Ilha das Flores.[13]

7 de setembro
- 00:00 UTC (20:00 AST, 6 de setembro) em 24° 24′ N, 65° 48′ O – A tempestade tropical Earl se intensifica em uma categoria 1 furacão cerca de 885 km ao sul das Bermudas.[15]
- 12:00 UTC (12:00 GMT) em 43° 30′ N, 37° 12′ O – O furacão Danielle atinge uma pressão barométrica mínima de 972 mbar (28,70 inHg).[13]

8 de setembro
- 03:00 UTC (23:00 AST, 7 de setembro) em 27° 12′ N, 65° 30′ O – O furacão Earl se intensifica em uma categoria 2 furacões por volta de 570 km ao sul das Bermudas.[16]
- 06:00 UTC (6:00 GMT) em 46° 12′ N, 32° 24′ O – O furacão Danielle enfraquece para uma tempestade tropical ao norte da Ilha das Flores.[13]
- 12:00 UTC (12:00 GMT) em 47° 18′ N, 31° 24′ O – A tempestade tropical Danielle transita para um ciclone extratropical por volta de 870 km a norte da Ilha das Flores, e posteriormente dissipa-se.[13]

9 de setembro
- 03:00 UTC (23:00 AST, 8 de setembro) em 31° 18′ N, 63° 42′ O – Furacão Earl enfraquece para uma categoria 1 furacão por volta de 150 km a sudeste das Bermudas.[17]
- 09:00 UTC (5:00 AST) em 32° 42′ N, 62° 24′ O – Furacão Earl se fortalece novamente para uma categoria 2 furacão cerca de 230 km leste-nordeste das Bermudas.[18]
- 21:00 UTC (17:00 AST) em 35° 54′ N, 58° 42′ O – Furacão Earl atinge intensidade máxima com ventos máximos sustentados de 169 km/h (105 mph) e uma pressão barométrica mínima de 954 mbar (28,17 inHg) cerca de 690 km a nordeste das Bermudas.[19]

10 de setembro
- 15:00 UTC (11:00 AST) em 42° 54′ N, 53° 00′ O – Furacão Earl enfraquece para uma categoria 1 furacão cerca de 420 km ao sul de Cape Race, Terra Nova.[20]
- 21:00 UTC (17:00 AST) em 43° 36′ N, 52° 36′ O – O furacão Earl transita para uma baixa extratropical com força de furacão por volta de 345 km ao sul de Cape Race.[21]

14 de setembro
- 15:00 UTC (11:00 AST) em 16° 36′ N, 49° 36′ O – depressão tropical Sete formas por volta de 1 300 km a leste das Ilhas Barlavento.[22]

15 de setembro
- 01:45 UTC (21:45 AST, setembro 14) em 16° 48′ N, 52° 00′ O – A depressão tropical Sete se fortalece na tempestade tropical Fiona por volta de 1 040 km a leste das Ilhas Barlavento.[23]

18 de setembro
- 15:00 UTC (11:00 AST) em 17° 18′ N, 66° 30′ O – A tempestade tropical Fiona se fortalece em uma categoria 1 furacão cerca de 80 km ao sul de Ponce, Porto Rico.[24]
- 19h20 UTC (15h20 AST) em 18° 00′ N, 67° 06′ O – O furacão Fiona atinge a costa por volta de 25 km ao sul-sudeste de Mayaguez, Porto Rico com ventos máximos sustentados de 137 km/h (85 mph).[25]

19 de setembro
- 07:30 UTC (3:30 AST) em 18° 24′ N, 68° 30′ O – O furacão Fiona atinge a costa por volta de 25 km ao sul-sudoeste de Punta Cana, República Dominicana, com ventos máximos sustentados de 140 km/h (90 mph).[26]
- 21:00 UTC (17:00 AST) em 20° 06′ N, 69° 48′ O – O furacão Fiona se intensifica em uma categoria 2 furacão cerca de 205 km a sudeste da Ilha Grand Turk.[27]

20 de setembro
- 06:00 UTC (2:00 EDT) em 20° 54′ N, 70° 48′ O – O furacão Fiona se intensifica em uma categoria 3 furacão cerca de 70 km ao sul-sudeste de Grand Turk.[28]
- 15:00 UTC (11:00 AST) em 32° 48′ N, 45° 42′ O – depressão tropical Oito formas por volta de 1 785 km a oeste-sudoeste dos Açores.[29]
- 21:00 UTC (21:00 GMT) em 34° 42′ N, 44° 24′ O – A depressão tropical Oito se fortalece na tempestade tropical Gaston por volta de 1 595 km a oeste dos Açores.[30]

21 de setembro
- 06:00 UTC (2:00 EDT) em 23° 24′ N, 71° 48′ O – O furacão Fiona se intensifica em uma categoria 4 furacão cerca de 170 km ao norte da Ilha North Caicos.[31]

23 de setembro

Loop de satélite do furacão Fiona passando entre as Bermudas e a costa atlântica dos EUA na manhã de setembro 23

- 00:00 UTC (20:00 AST, 22 de setembro) em 30° 48′ N, 69° 06′ O – Furacão Fiona atinge intensidade máxima com ventos máximos sustentados de 210 km/h (130 mph) e uma pressão barométrica mínima de 932 mbar (27,52 inHg) cerca de 455 km a oeste-sudoeste das Bermudas.[32]
- 09:00 UTC (5:00 AST) em 33° 48′ N, 66° 48′ O – Furacão Fiona enfraquece para uma categoria 3 furacão cerca de 250 km a noroeste das Bermudas.[33]
- 09:00 UTC (5:00 AST) em 13° 54′ N, 68° 36′ O – depressão tropical Nove formas por volta de 985 km leste-sudeste de Kingston, Jamaica.[34]
- 12:00 UTC (11:00 CVT ) em 17° 24′ N, 19° 54′ O – Depressão tropical Dez formas de uma onda tropical por volta de 465 km leste-nordeste das ilhas de Cabo Verde.[35]
- 15:00 UTC (11:00 AST) em 35° 54′ N, 64° 12′ O – Furacão Fiona se fortalece novamente em uma categoria 4 furacão cerca de 405 km ao norte das Bermudas.[36]
- 15:00 UTC (15:00 GMT) em 40° 12′ N, 29° 06′ O – A tempestade tropical Gaston atinge o pico de intensidade com ventos máximos sustentados de 105 km/h (65 mph) e uma pressão barométrica mínima de 995 mbar (28,17 inHg) cerca de 180 km a norte da Ilha do Faial nos Açores Centrais.[37]
- 18:00 UTC (17:00 CVT) em 18° 06′ N, 20° 18′ O – A depressão tropical Dez se fortalece na tempestade tropical Hermine e atinge o pico de intensidade com ventos máximos sustentados de 64 km/h (40 mph) e uma pressão barométrica mínima de 1003 mbar (29,62 inHg) a nordeste das ilhas de Cabo Verde.[35]
- 21:00 UTC (17:00 AST) em 39° 36′ N, 61° 00′ O – Furacão Fiona enfraquece para uma categoria 3 furacão cerca de 595 km ao sul-sudeste de Halifax, Nova Escócia.[38]

24 de setembro
- 03:00 UTC (23:00 AST, 23 de setembro) em 44° 30′ N, 60° 48′ O – O furacão Fiona transita para um ciclone pós-tropical com categoria Ventos de 2 forças em torno de 220 km a leste de Halifax;[39] horas depois, atinge a costa leste da Nova Escócia e depois na Ilha Cape Breton com ventos fortes de furacão.[40]
- 03:00 UTC (23:00 EDT, 23 de setembro) em 14° 48′ N, 72° 00′ O – A depressão tropical Nove se fortalece na tempestade tropical Ian por volta de 625 km a sudeste de Kingston.[41]
- 12:00 UTC (11:00 CVT) em 20° 18′ N, 20° 54′ O – A tempestade tropical Hermine enfraquece para uma depressão tropical por volta de 575 km a nordeste das ilhas de Cabo Verde.[35]

25 de setembro
- 00:00 UTC (23:00 CVT, 24 de setembro) em 22° 24′ N, 20° 30′ O – Depressão tropical Hermine degenera para um remanescente pós-tropical baixo por volta de 760 km ao sul-sudoeste das Ilhas Canárias.[35]

26 de setembro
- 03:00 UTC (3:00 GMT) em 38° 36′ N, 38° 12′ O – A tempestade tropical Gaston transita para um remanescente pós-tropical baixo por volta de 825 km a oeste da Ilha do Faial.[42]
- 09:00 UTC (5:00 EDT) em 18° 12′ N, 82° 00′ O – A tempestade tropical Ian se fortalece em uma categoria 1 furacão cerca de 150 km a sudoeste de Grand Cayman.[43]
- 21:00 UTC (17:00 EDT) em 20° 18′ N, 83° 12′ O – Furacão Ian se fortalece em uma categoria 2 furacão cerca de 250 km a sudeste da ponta ocidental de Cuba.[44]

27 de setembro
- 06:30 UTC (2:30 EDT) em 21° 54′ N, 83° 36′ O – Furacão Ian se fortalece em uma categoria 3 furacão cerca de 55 km ao sul de Pinar del Río, Cuba.[45]
- 08:30 UTC (4:30 EDT) em 21° 54′ N, 83° 36′ O – O furacão Ian atinge a costa perto de La Coloma, Cuba, com ventos sustentados de 201 km/h (125 mph).[46]

28 de setembro

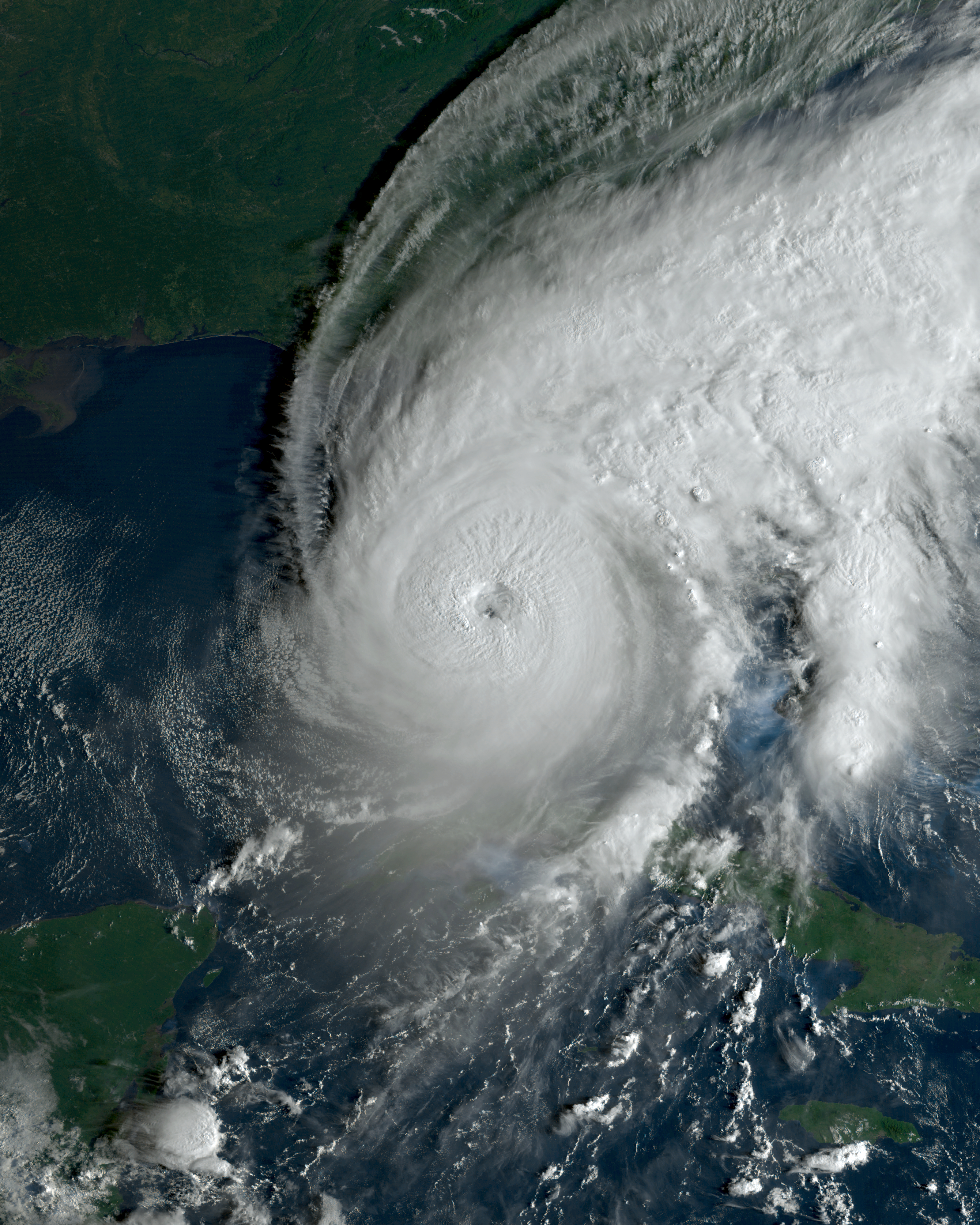
Furacão Ian se aproximando do sudoeste da Flórida em setembro 28

- 00:00 UTC (20:00 AST, 27 de setembro) em 14° 30′ N, 34° 18′ O – Depressão Tropical Onze formas por volta de 970 km a oeste das ilhas de Cabo Verde.[47]
- 02:00 UTC (22:00 EDT, 27 de setembro) em 24° 36′ N, 82° 54′ O – O furacão Ian passa diretamente sobre o Parque Nacional Dry Tortugas, em Florida Keys, com ventos sustentados de 190 km/h (120 mph).[48]
- 09:00 UTC (5:00 EDT) em 25° 36′ N, 82° 54′ O – O furacão Ian se intensifica em uma categoria 4 furacão cerca de 125 km a oeste-sudoeste de Naples, Flórida.[49]
- 10h35 UTC (6h35 EDT) em 25° 54′ N, 82° 48′ O – Furacão Ian atinge intensidade máxima com ventos máximos sustentados de 249 km/h (155 mph) e uma pressão barométrica mínima de 936 mbar (27,64 inHg) cerca de 105 km a oeste-sudoeste de Nápoles.[50]
- 19:10 UTC (15:10 EDT) em 26° 42′ N, 82° 12′ O – Furacão Ian atinge a ilha de Cayo Costa, Flórida, com ventos máximos sustentados de 240 km/h (150 mph).[51]
- 20h35 UTC (16h35 EDT) em 26° 48′ N, 82° 00′ O – O furacão Ian atinge a Flórida continental, cerca de 15 km oeste-sudoeste de Punta Gorda, com ventos máximos sustentados de 233 km/h (145 mph).[52]
- 23:00 UTC (19:00 EDT) em 27° 06′ N, 81° 48′ O – Furacão Ian enfraquece para uma categoria 3 furacão interior cerca de 40 km a nordeste de Punta Gorda.[53]

29 de setembro
- 01:00 UTC (21:00 EDT, 28 de setembro) em 27° 18′ N, 81° 36′ O – Furacão Ian enfraquece para uma categoria 2 furacão interior cerca de 65 km a nordeste de Punta Gorda.[54]
- 03:00 UTC (23:00 EDT, 28 de setembro) em 27° 30′ N, 81° 24′ O – Furacão Ian enfraquece para uma categoria 1 furacão no interior cerca de 115 km ao sul de Orlando, Flórida.[55]
- 09:00 UTC (5:00 EDT) em 28° 00′ N, 80° 54′ O – Furacão Ian enfraquece para uma tempestade tropical no interior cerca de 65 km a sudeste de Orlando.[56]
- 12:00 UTC (8:00 AST) em 18° 18′ N, 36° 54′ O – A depressão tropical Onze degenera em um remanescente pós-tropical baixo por volta de 1 295 km a oeste das ilhas de Cabo Verde.[47]
- 21:00 UTC (17:00 EDT) em 29° 18′ N, 79° 54′ O – A tempestade tropical Ian se fortalece novamente em uma categoria 1 furacão cerca de 385 km ao sul de Charleston, Carolina do Sul.[57]

30 de setembro
- 18h05 UTC (14h05 EDT) em 33° 18′ N, 79° 12′ O – O furacão Ian atinge um pico de intensidade secundário com ventos máximos sustentados de 137 km/h (85 mph) e uma pressão barométrica mínima de 977 mbar (28,85 inHg) ao atingir simultaneamente a terra perto de Georgetown, Carolina do Sul, cerca de 90 km a nordeste de Charleston.[58]
- 21:00 UTC (17:00 EDT) em 33° 54′ N, 79° 12′ O – O furacão Ian transita para um ciclone pós-tropical no interior com ventos de força de tempestade tropical de cerca de 30 km a noroeste de Myrtle Beach, Carolina do Sul.[59]

### Outubro
4 de outubro
- 21:00 UTC (17:00 AST) em 14° 54′ N, 30° 30′ O – depressão tropical Doze formas por volta de 705 km a oeste de Cabo Verde.[60]

7 de outubro
- 03:00 UTC (23:00 AST, 6 de outubro) em 18° 36′ N, 36° 48′ O – A depressão tropical Doze se dissipa cerca de 1 390 km a oeste-noroeste de Cabo Verde.[61]
- 03:00 UTC (23:00 AST, 6 de outubro) às  – A depressão tropical Treze forma cerca de 100 km oeste-sudoeste de Curaçao. [nb 6][62]
- 15:00 UTC (11:00 AST) em 12° 42′ N, 73° 06′ O – A depressão tropical Treze se fortalece na tempestade tropical Julia por volta de 175 km A oeste do extremo norte da Península de Guajira.[63]

8 de outubro
- 23:00 UTC (19:00 EDT) em 12° 30′ N, 81° 42′ O – A tempestade tropical Julia se fortalece em uma categoria 1 furacão cerca de 15 km ao sul de San Andrés.[64]

9 de outubro

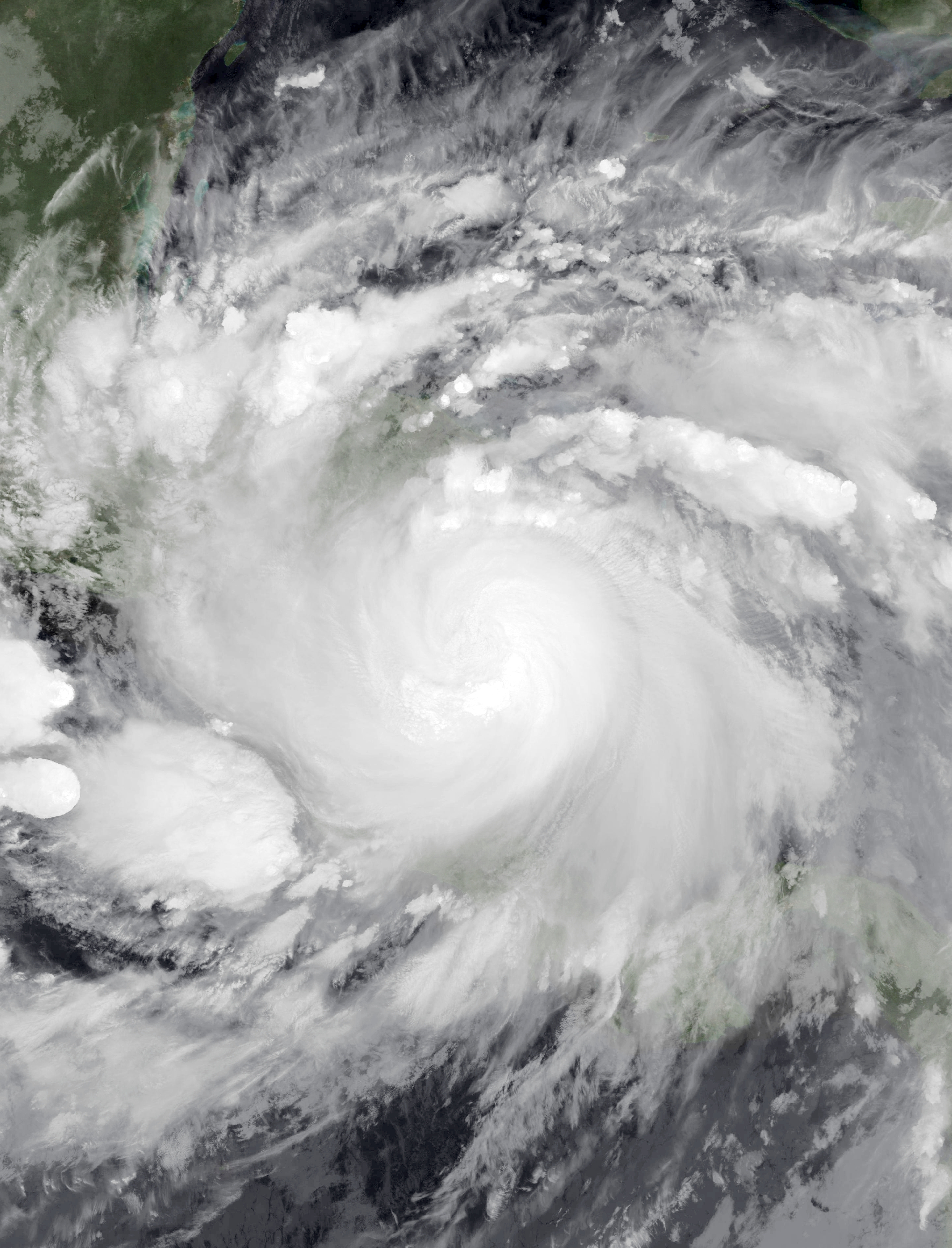
Furacão Julia atingindo a Nicarágua em outubro 9

- 07:15 UTC (3:15 EDT) em 12° 24′ N, 83° 36′ O – O furacão Julia atinge a costa perto de Laguna de Perlas, Nicarágua, cerca de 50 km ao norte-nordeste de Bluefields, Nicarágua, com ventos máximos sustentados de 137 km/h (85 mph).[65]
- 15:00 UTC (10:00 CDT) em 12° 24′ N, 85° 24′ O – O furacão Julia enfraquece para uma tempestade tropical no interior por volta de 65 milhas (105 km/h) leste-nordeste de Manágua, Nicarágua.[66]
- 21:00 UTC (4:00 PM CDT) em 12° 24′ N, 86° 54′ O – A tempestade tropical Julia se aproxima da costa do Pacífico da Nicarágua, cerca de 70 km a oeste-noroeste de Manágua,[67] e então sai da bacia do Atlântico algumas horas depois.[68]

11 de outubro
- 12:00 UTC (7:00 CDT) em 19° 00′ N, 94° 06′ O – Uma depressão tropical se forma cerca de 110 km norte-nordeste de Coatzacoalcos, Veracruz.[69]
- 18:00 UTC (13:00 CDT) em 19° 36′ N, 94° 30′ O – A depressão tropical se fortalece na tempestade tropical Karl.[69]

12 de outubro
- 18:00 UTC (13:00 CDT) em 22° 00′ N, 94° 30′ O – A tempestade tropical Karl atinge ventos máximos sustentados de 97 km/h (60 mph) cerca de 345 km a leste de Tampico, Tamaulipas.[69]

14 de outubro
- 06:00 UTC (1:00 CDT) em 20° 18′ N, 92° 36′ O – A tempestade tropical Karl atinge uma pressão barométrica mínima de 997 mbar (29,44 inHg).[69]

15 de outubro
- 00:00 UTC (19:00 CDT, 14 de outubro) em 19° 00′ N, 92° 42′ O – A tempestade tropical Karl degenera em um remanescente baixo cerca de 100 km oeste-noroeste de Ciudad del Carmen, Campeche, e depois se dissipa.[69]

31 de outubro

### novembro
1 de Novembro

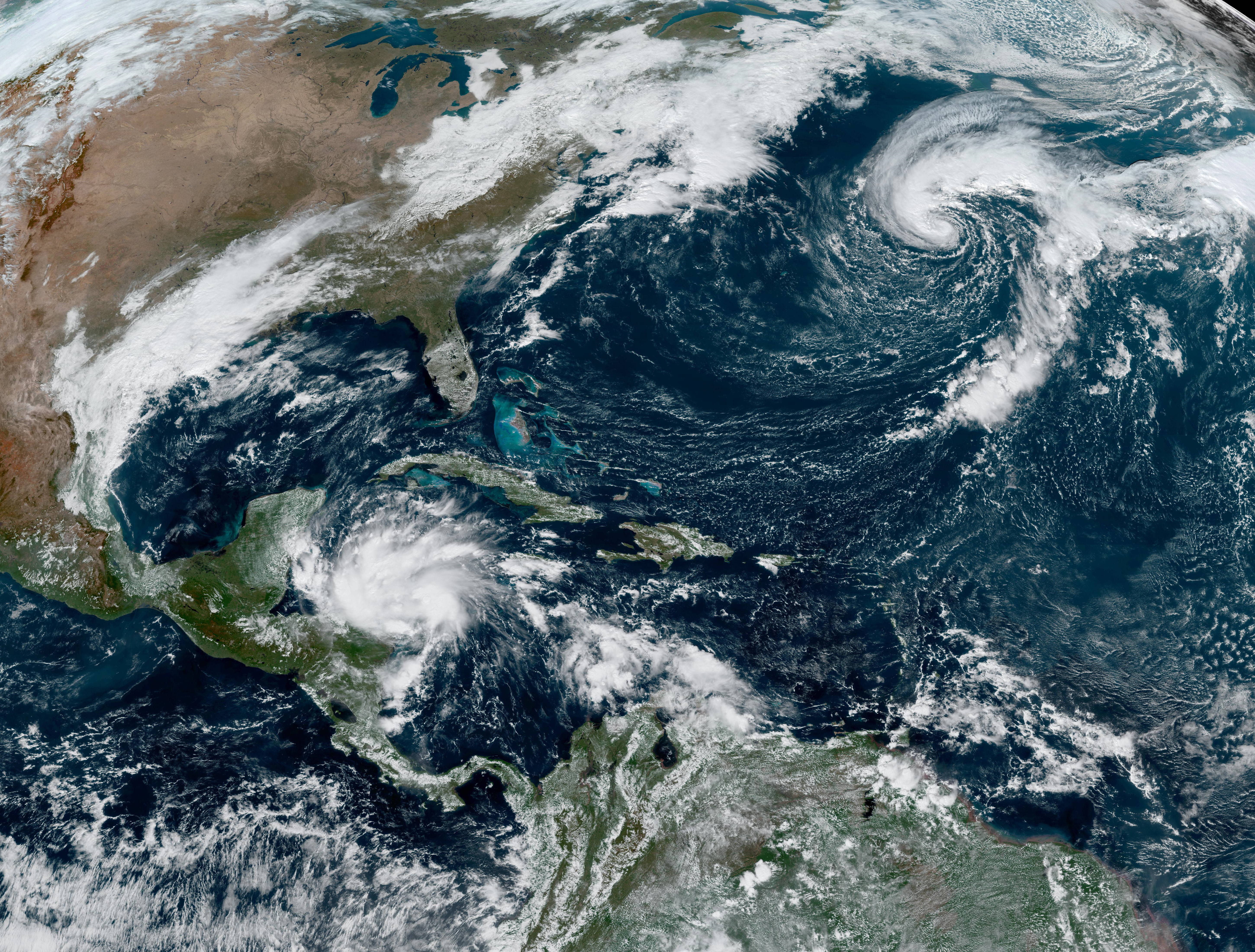
A tempestade tropical Lisa (centro-esquerda) e a tempestade tropical Martin (canto superior direito) em novembro 1

- 15:00 UTC (11:00 AST) em 35° 18′ N, 55° 54′ O – A tempestade tropical Martin forma cerca de 885 km leste-nordeste das Bermudas.[70]

2 de novembro
- 12:00 UTC (7:00 CDT) em 17° 12′ N, 86° 42′ O – A tempestade tropical Lisa se fortalece em uma categoria 1 furacão cerca de 100 km ao norte de Isla Roatan, Honduras.[71]
- 15:00 UTC (11:00 AST) em 35° 00′ N, 50° 00′ O – A tempestade tropical Martin se fortalece em uma categoria 1 furacão cerca de 1 270 km ao sul-sudeste de Cape Race, Newfoundland.[72]
- 21h20 UTC (16h20 CDT) em 17° 24′ N, 88° 18′ O – O furacão Lisa atinge a costa cerca de 15 km a sudoeste da cidade de Belize, Belize, perto da foz do rio Sibun, com ventos sustentados de 137 km/h (85 mph).[73]

3 de novembro
- 03:00 UTC (22:00 CDT, 2 de novembro de 2022) em 17° 36′ N, 89° 06′ O – O furacão Lisa enfraquece para uma tempestade tropical no interior cerca de 95 km a oeste da cidade de Belize.[74]
- 15:00 UTC (10:00 CDT) em 18° 00′ N, 91° 00′ O – A tempestade tropical Lisa enfraquece para uma depressão tropical no interior por volta de 110 km ao sudeste de Ciudad del Carman, Campeche.[75]
- 15:00 UTC (15:00 GMT) em 45° 36′ N, 37° 54′ O – O furacão Martin atinge o pico de intensidade com ventos máximos sustentados de 137 km/h (85 mph) e uma pressão barométrica mínima de 960 mbar (28,35 inHg) cerca de 1 175 km a leste de Cape Race.[76]
- 21:00 UTC (21:00 GMT) em 50° 30′ N, 34° 30′ O – O furacão Martin transita para um ciclone pós-tropical por volta de 1 425 km a leste-nordeste de Cape Race.[77]

5 de novembro
- 15:00 UTC (10:00 CDT) em 21° 12′ N, 95° 12′ O – A depressão tropical Lisa se dissipa cerca de 245 km norte-nordeste de Veracruz, Veracruz.[78]

7 de novembro
- 09:00 UTC (5:00 AST) em 25° 30′ N, 68° 30′ O – A tempestade subtropical Nicole forma cerca de 895 km a leste do noroeste das Bahamas.[79]

8 de novembro

Furacão Nicole se aproximando e atingindo a costa leste da Flórida em novembro 10

- 15:00 UTC (10:00 EST ) em 27° 48′ N, 72° 42′ O – A tempestade subtropical Nicole transita para uma tempestade tropical por volta de 560 km a nordeste do noroeste das Bahamas.[80]

9 de novembro
- 16h55 UTC (11h55 EST) em 26° 30′ N, 77° 06′ O – A tempestade tropical Nicole atinge a costa de Marsh Harbor, Ilha Great Abaco, Bahamas, com ventos sustentados de 110 km/h (70 mph).[81]
- 23:00 UTC (18:00 EST) em 26° 36′ N, 78° 24′ O – A tempestade tropical Nicole se fortalece em uma categoria 1 furacão ao mesmo tempo em que atinge a Grand Bahama, cerca de 40 km leste-nordeste de Freeport, Bahamas, com ventos sustentados de 121 km/h (75 mph).[82]

10 de novembro
- 08:00 UTC (3:00 EST) em 27° 36′ N, 80° 24′ O – O furacão Nicole atinge a Ilha North Hutchinson, cerca de 25 km ao norte-noroeste de Fort Pierce, Flórida, com ventos sustentados de 121 km/h (75 mph).[83]
- 09:00 UTC (4:00 EST) em 27° 48′ N, 80° 42′ O – Furacão Nicole enfraquece para uma tempestade tropical por volta de 35 km a noroeste de Vero Beach, Flórida.[84]
- 21:00 UTC (16:00 EST) em 29° 24′ N, 83° 12′ O – A tempestade tropical Nicole atinge a costa por volta de 155 km a sudeste de Tallahassee, Flórida, com ventos sustentados de 45 mi (75 km/h), depois de emergir brevemente sobre o Golfo do México.[85]

11 de novembro
- 03:00 UTC (22:00 EST, 10 de novembro) em 30° 42′ N, 84° 18′ O – A tempestade tropical Nicole enfraquece para uma depressão tropical por volta de 35 km ao norte de Tallahassee.[86]
- 21:00 UTC (16:00 EST) em 37° 42′ N, 82° 00′ O – A depressão tropical Nicole transita para um ciclone pós-tropical por volta de 85 km ao sul-sudoeste de Charleston, West Virginia.[87]

30 de novembro
- A temporada de furacões no Atlântico de 2022 termina oficialmente.[3]